# Schwentine
Schwentine (w polskich publikacjach spotyka się też nazwę Święciana) – rzeka w północnych Niemczech, w Szlezwiku-Holsztynie, na terenie Wagrii, dopływ Morza Bałtyckiego. Długość rzeki wynosi 60 km.
Źródło rzeki znajduje się na zboczu szczytu Bungsberg. Rzeka płynie przeważająco w kierunku północno-zachodnim, przepływa przez liczne jeziora, m.in. Kellersee, Großer Plöner See, Kleiner Plöner See i Lanker See. Nad rzeką położone są miejscowości Kasseedorf, Eutin, Malente, Plön, Preetz i Schwentinental. Rzeka uchodzi do zatoki Kieler Förde, na wschodnich przedmieściach Kilonii, między Neumühlen-Dietrichsdorf a Wellingdorf.